# Movimento di base

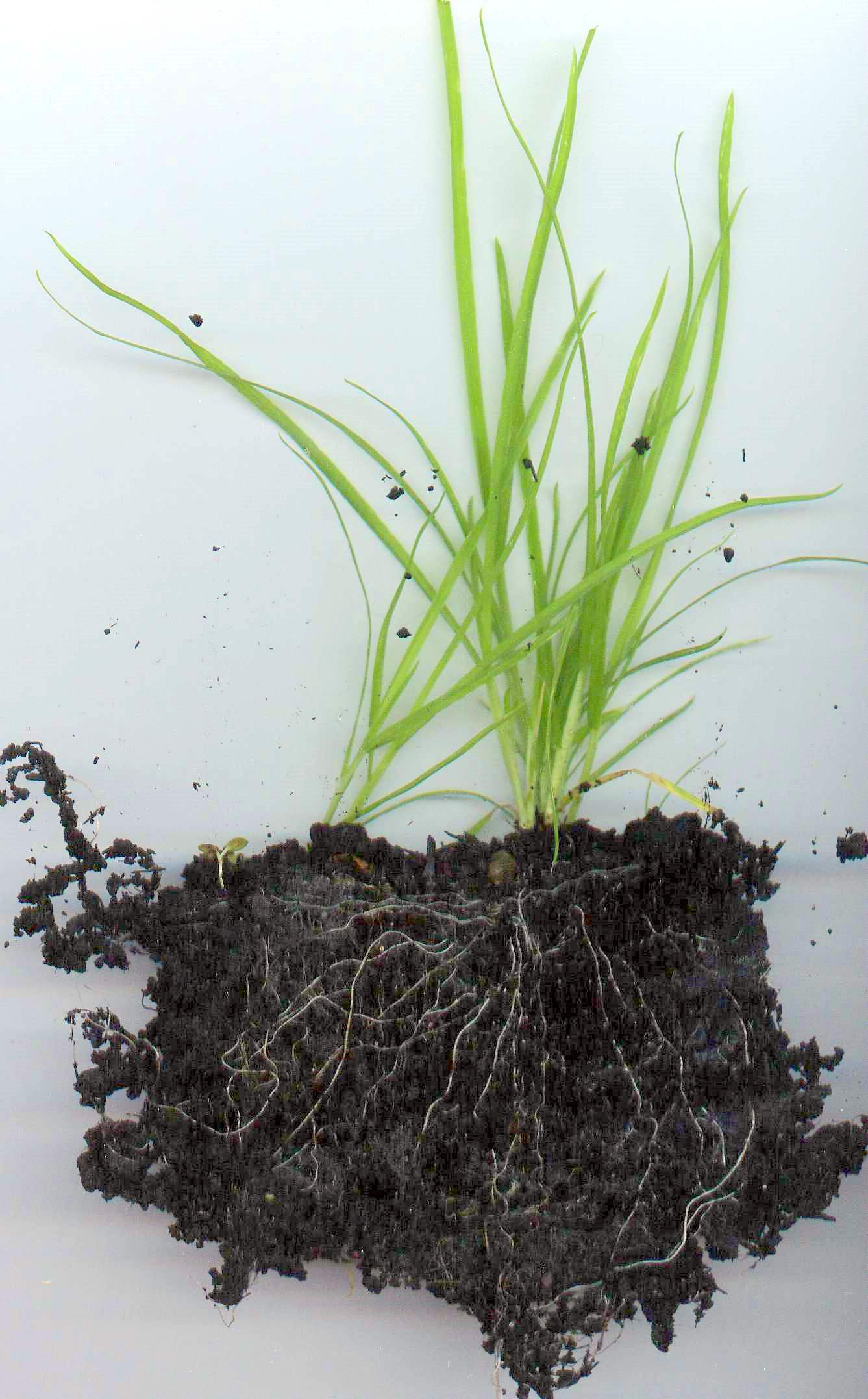
I movimenti di base (grassroots) hanno origine da privati cittadini ed emergono "dal basso".

Il movimento di base, chiamato anche movimento dal basso è un movimento politico creatosi in modo autonomo e spontaneo all'interno di una comunità. 
Il termine inglese grassroots, traducibile letteralmente come "radici dell'erba", rimanda al concetto di spontaneità del movimento che viene alimentato dal basso verso l'alto, a differenza dei movimenti politici o culturali creati e sostenuti da strutture di potere tradizionali. Movimenti di base sono spesso organizzazioni locali, sostenute dall'attività di volontariato dei suoi simpatizzanti.
Un movimento di base può al contrario alimentare e aiutare lo sviluppo dei movimenti politici tradizionali aggregando consensi e voti utili per gli obiettivi di questi ultimi.

## Caratteristiche
I movimenti di base hanno tipicamente strutture democratiche e consensuali di base, che cercano di aggirare il solito processo di formazione dell'opinione del lobbista o del partito-politico. Il cambiamento proposto deve essere realizzato attraverso un'impegnata articolazione degli interessi dei cittadini verso organizzazioni statali percepite come rigide. La rete Internet è di grande importanza per l'organizzazione degli interessi di base, poiché offre piattaforme sociali per divulgare le idee al di fuori del sistema dell'informazione.

## Ideologia
L'obiettivo di alcune iniziative di base è quello di costruire alternative sociali all'esistente, fino alla pretesa rivoluzionaria di apportare cambiamenti sistemici fondamentali. L'attenzione si concentra perciò sullo sviluppo a lungo termine delle reti e sull'organizzazione di azioni individuali spettacolari ad alta visibilità, che mirano cioè principalmente ad attirare l'attenzione del maggior numero di persone interessate in modo da creare una sfera pubblica. Non è raro utilizzare i metodi della disobbedienza civile. Alcuni rappresentanti di questa direzione si sono dati un tetto comune sotto forma di una rete che, seguendo il principio pars pro toto, è chiamata anche movimento di base. Altri movimenti di base invece rifiutano l'approccio globale e vogliono invece concentrarsi principalmente su una questione specifica.

## Strategie d'azione
I movimenti di base usano tattiche che costruiscono il potere dai movimenti locali e comunitari. Grassroots Campaigns, un'organizzazione senza scopo di lucro dedicata alla creazione e al sostegno dei movimenti di base in America, afferma che i movimenti di base mirano a raccogliere fondi, costruire organizzazioni, aumentare la consapevolezza, costruire il riconoscimento del nome, vincere campagne e approfondire la partecipazione politica. I movimenti di base lavorano per raggiungere questi e altri obiettivi attraverso strategie incentrate sulla partecipazione locale alla politica locale o nazionale.
Le organizzazioni di base traggono il loro potere dal popolo, quindi le loro strategie cercano di coinvolgere il maggior numero possibile di gente comune nel discorso politico. Le strategie considerate di base per la loro attenzione al coinvolgimento della popolazione più diffuse sono:
- Ospitare riunioni o feste in luoghi domestici
- Organizzare riunioni più grandi
- Affiggere manifesti
- Parlare con i passanti per strada o fare attività porta a porta (spesso con appunti informativi)
- Raccogliere firme per petizioni
- Mobilitazioni per la scrittura di lettere, campagne di emailing e telefonate
- Impostare tavoli informativi
- Raccogliere denaro da molti piccoli donatori per la pubblicità politica o campagne
- Organizzare grandi manifestazioni
- Chiedere a singoli individui di sottoporre opinioni ai media e ai funzionari governativi
- Ricordare alla gente di andare a votare o portarla ai seggi elettorali.

L'importanza dei social media nell'attivismo politico e sociale è salita esponenzialmente a partire dagli anni 2000, portando alla crescita dei movimenti di base come piattaforme per informare e organizzare. Un modo influente per organizzare i media è l'uso di hashtag per raggruppare e filtrare i messaggi provenienti da tutta la rete sotto un'unica parola-chiave unificante. Alcuni hashtag che hanno suscitato una maggiore copertura mediatica includono il movimento #MeToo, BlackLivesMatter e LoveWins.

## Controversie
I movimenti di base sono solitamente criticati perché il loro grande aumento nell'era dei social media ha portato alla creazione di movimenti orizzontali e senza leader. Alcuni sostengono che i movimenti nati sui social senza una chiara gerarchia sono molto meno efficaci e hanno maggiori probabilità di terminare la propria storia in tempi brevi.
Il cosiddetto astroturfing si riferisce ad un'azione politica che sembra un movimento di base, spontaneo e locale, ma in realtà proviene da un'organizzazione esterna, come una società di comunicazione o un think tank, interessata a diffondere un certo tipo di informazione (spesso distorta) per influenzare l'opinione pubblica.